# 蒂孔沙鎮區 (密歇根州)
蒂孔沙鎮區（英語：Tekonsha Township）是位於美國密歇根州卡爾霍恩縣的一個行政鎮區。

## 地方資料
蒂孔沙鎮區的面積為93.90平方千米，當中陸地面積為91.70平方千米，而水域面積為2.20平方千米。根據2020年美國人口普查的數據，當地共有人口1520人，而人口密度為每平方千米16.19人。